# Parque Nacional das Ilhas de Santa Fe
O Parque Nacional das Ilhas de Santa Fe (em castelhano:  Parque Nacional Islas de Santa Fe) é um parque nacional da Argentina. Situa-se no departamento de San Jerónimo, em Santa Fe, na Argentina. Foi criado em 2010.